# Theridion lago
Theridion lago là một loài nhện trong họ Theridiidae.
Loài này thuộc chi Theridion. Theridion lago được Herbert Walter Levi miêu tả năm 1963.